# Heather Gooding
Heather Gooding (sinh ngày 20 tháng 3 năm 1958) là một vận động viên chạy nước rút người Barbados. Bà đã tham gia cuộc thi tiếp sức 4 × 400 mét nữ tại Thế vận hội Mùa hè năm 1972.